# Хакона де Планкарте Сеис (Хакона)
Хакона де Планкарте Сеис (шп. Jacona de Plancarte Seis) насеље је у Мексику у савезној држави Мичоакан у општини Хакона. Насеље се налази на надморској висини од 1580 м.

## Становништво
Према подацима из 2005. године у насељу је живело 23 становника.

### Хронологија
| Година       | 2005 |
| ------------ | ---- |
| Становништво | 23   |

### Попис
| # | Индикатор                        | Вредност |
| - | -------------------------------- | -------- |
| 1 | Укупно појединачних домаћинстава | 2        |